# 116 a.C.

## Eventos
- 166a olimpíada: Crisógono de Niceia, vencedor do estádio. Ele venceria de novo na olimpíada seguinte.[1]
- Caio Licínio Geta e Quinto Fábio Máximo, cônsules romanos.[2][3]